# میتسیوکی ماسوهارا
میتسیوکی ماسوهارا (انگلیسی: Mitsuyuki Masuhara؛ زادهٔ ۵ دسامبر ۱۹۷۳) کارگردان فیلم، و پویانما اهل ژاپن است.